# Marco Ilsø

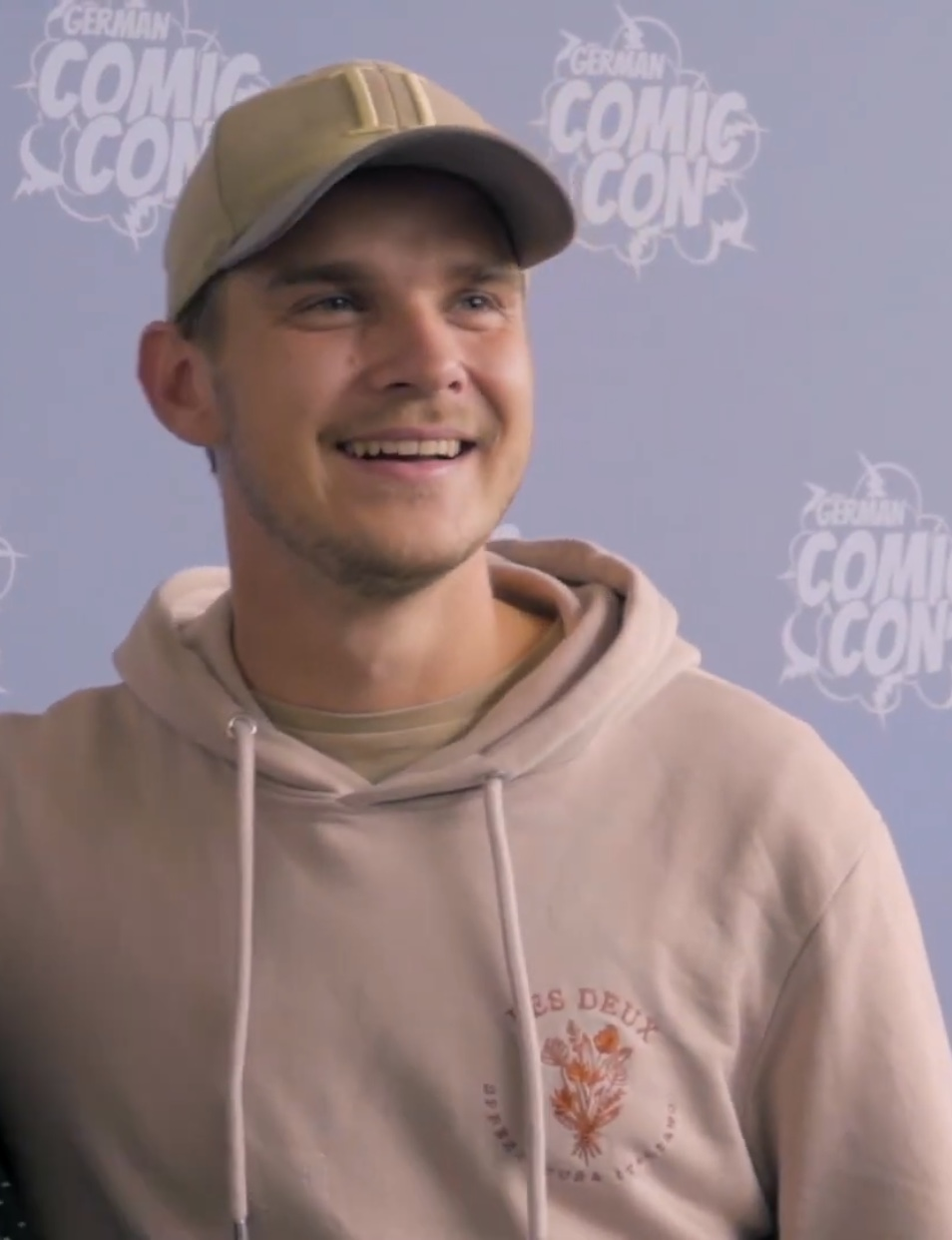
Marco Ilsø, 2021

Marco Ilsø (* 29. September 1994 in Kopenhagen) ist ein dänischer Schauspieler.

## Leben
Marco Ilsøs Eltern Else Ilsø Larsen und Finn Ilsø sind beide bekannte Sportler in Dänemark. Finn Ilsø war ein professioneller Fußballspieler für den Verein B.93 Kopenhagen, Else Ilsø Larsen spielte Handball in der dänischen Jugend-Nationalmannschaft.
Ilsø hat zwei ältere Brüder, Nick und Ken. Ken ist bereits seit 2005 im professionellen Fußball aktiv, unter anderem als Nationalspieler für die dänische U-19 bis U-21 Nationalmannschaft und diverse Vereine.
Seit 2008 tritt Marco Ilsø als Film- und vor allem Fernsehschauspieler in Erscheinung. Der Durchbruch erfolgte auf internationaler Ebene spätestens mit der Fernsehserie Vikings, in der er von 2016 bis 2020 die Rolle des Hvitserk spielte, eines Sohnes des Vikingerkönigs Ragnar Lodbrok. 2018 war er in der Miniserie Krieger in der Rolle des Mads zu sehen, einem Anwärter für die Outlaw-Biker-Gang Wolves Copenhagen.

## Filmografie (Auswahl)
- 2011: Rebounce
- 2012: You & Me Forever
- 2014: Danny’s Doomsday
- 2014: Schändung (Fasandræberne)
- 2016–2020: Vikings (Fernsehserie, 49 Folgen)
- 2016: The Model – Schönheit hat ihren Preis (The Model)
- 2018: Krieger (Warrior, Miniserie)